# هوارد برينر
هوارد برينر (بالإنجليزية: Howard Brenner) هو أستاذ جامعي أمريكي، ولد في 16 مارس 1929 في نيويورك في الولايات المتحدة، وتوفي في 17 فبراير 2014.